# CHEF-1グランプリ
『CHEF-1グランプリ』（シェフ・ワン・グランプリ）は、2021年から朝日放送テレビ・吉本興業主催、サントリー・ザ・プレミアム・モルツ特別協賛による若手料理人のコンテストである。
第1回の2021年は『DRAGON CHEF 2021』（ドラゴン・シェフ2021）として開催された。

## 概要
「食べる人に感動を与える唯一無二のオリジナリティ」をテーマとして、食べる人に感動を与えさせ、ふるさとへの思いを込め、また料理の概念を覆すアイデアメニューなど、参加者自身にしか作れない料理を作ることを目指す。
参加資格は40歳未満であれば、プロ・アマチュア、料理の種類を問わずに参加できる。
以下は2022年度の大会の情報に基づく。

## コンテストの形式

### 1回戦（1次選考）
料理のジャンルごとにエントリー情報に沿った書類審査を行い、全国から約100名を選出する。審査員は料理学校講師、朝日放送・テレビ朝日などANN加盟各局などから構成される大会製作スタッフらである。
2022年度まで
参加者の居住地の都道府県ごとに、エントリー情報に沿った書類審査を行い、原則各都道府県から1名以上、全国を6ブロック（北海道・東北、関東・甲信越、東海・北陸、近畿、中国・四国、九州・沖縄）に分け、各15名、計90名を選出する。

### 2回戦
エントリー課題として考案したオリジナルレシピを、全国5地区 （札幌・東京・大阪・広島・福岡）の会場で実際に料理してもらい、ブロックごとに、地元の料理人やグルメライター、料理学校の講師など地域密着の3人が審査員を務め、試食を行い、6つの料理ジャンルから上位4名のみ、計24名を決定する。
エリア予選（2次選考）- 2022年度まで
2次審査は、1次審査を合格した各15名が、書類審査の際に提出した「地元の食材を使った、あなただからこそできる料理」のアイデアを料理してもらい、ブロックごとに、地元の料理人やグルメライター、料理学校の講師など地域密着の3人が審査員を務め、調理・試食を行い、サバイバルラウンドに進出する各地区7名、計42名を決定する。

### 3回戦
6つの料理ジャンルの上位4名が調理を行い、主催者が用意した「和食」「フレンチ」「イタリアン」「中華」のジャンルの審査員4人の審査により、各ジャンルの成績上位者が準決勝に進出する。
サバイバルラウンド（3次選考）- 2022年度まで
3次審査は、地区ごとにエリア予選をクリアした各7人が出場し、審査員7人の審査により、勝ち抜き形式に準じた形で審査を行う。
各地区ごとに7人の参加者にランク付けがなされており、最下位の参加者が、対戦したい相手2人を選び3人で料理バトルを行う。これを各ラウンドごとに2人ずつ、評価の低かった参加者をふるいにかける形で、3回戦行って、全国大会出場者1-2名、計8名を決定する（1回戦:7人→5人、2回戦:5人→3人、3回戦:3人→1人（関東・甲信越と近畿は2人））。

### 準決勝
6名から決勝進出者4名を決定する。

### 決勝
各料理ジャンルNo.1の4名、1対1のトーナメント形式でチャンピオンを決定
全国大会 - 2022年度まで
- 1回戦:農園バトル
  - 千葉県の農園にて、その農園で自ら栽培した野菜や、出場者の出身地の魚介類を組み合わせたオリジナルレシピ（制限時間30分）を作る。8人を組み合わせ抽選により1:1のタイマン形式で対戦。
- 準決勝:スピードバトル
  - 丸鶏を1羽全体で使い、いかに早く、かつ美味しくつくられるか、正確性とスピードを求められる対戦を行う。勝ち抜いた4人は一斉に調理を開始し、早くできたものから審査員の評価を受け、全員が合格であればその段階で決勝進出。1人でも不合格ならば、もう一度レシピを考えなければならない。2人が決勝進出
- 決勝:11人分のコース料理対決
  - 1時間の制限時間で2人が、地元の食材を生かした大皿の前菜（2枚）とメインのコース料理（11皿=11人分）を作り、5人の審査員が1人100点満点で採点し、最も多くの点数をあげた参加者がグランプリとなる。

サバイバルラウンド・全国大会審査員
- 神田裕行（和食）
- 関谷健一朗（フレンチ）
- 堀江純一郎（イタリアン）
- 田村亮介（中華）
- 瀬川あずさ（ワインエキスパート）

#### スペシャルサポーター
スペシャルサポーターは、前年に開催されたM-1グランプリで、成績最上位となった吉本興業所属のコンビが担当している。
- 2021年 - マヂカルラブリー（野田クリスタル・村上）
- 2022年 - オズワルド（伊藤・畠中）
- 2023年 - さや香(新山・石井)
- 2024年 - 令和ロマン(高比良・松井)

## 歴代グランプリ
- 第1回（2021年）『DRAGON CHEF 2021』[6] 下國伸（北海道代表）
- 第2回（2022年）『CHEF-1グランプリ2022』 大原正雄（北海道代表）
- 第3回（2023年）『CHEF-1グランプリ2023』[7] 根本郁弥（フレンチ）
- 第4回（2024年）『CHEF-1グランプリ2024』木村僚佑（日本料理）

## テレビ放送
- 第1回（2021年）[8]
  - 地区予選・サバイバルラウンド:朝日放送テレビ関西地区ローカルにて2021年4 - 6月の10回にわたり、日曜（土曜深夜）0:05 - 0:35に放送された。
  - 決勝大会:2021年7月4日 19:00 - 20:56 朝日放送テレビ製作・ANN系列全国ネット
- 第2回（2022年）[1]
  - 地区予選:インターネットにて配信（3月に開催されたものを6月に順次TverやGYAO!にて公開）
  - サバイバルラウンド:2022年7月8日 23:15 - 翌0:15 同時刻で各ブロックの対象地域[9]ごとにANN系列の企画ネット形式で放送（一部地域除く。番組製作はいずれも朝日放送テレビが行った）
    - 関西地区のみ7月23日 1:38 - 2:38（22日深夜）に、関東・甲信越大会も放送された。

  - 決勝大会:2022年7月24日 19:00 - 20:56 朝日放送テレビ製作・ANN系列全国ネット

## スタッフ
- ナレーション：下野紘（第3回 - ）
- メインテーマ：堀田星司[10]
- 構成：鮫肌文殊（第2回 - ）、すずきB、山口広太

〈技術〉
- TD/SW：長尾康平（第1・2・4回）
- CAM：古俣智則
- VE：鈴木貴裕（第2・4回）
- 音声：石原雄一
- 照明：穴田建二（第4回）
- TP：辻本豊、安藤雄郎（安藤→第4回、第1-3回は照明）
- 編集：副嶋大悟
- MA：小林美菜（第2回 - ）
- 音響効果：大久保吉久

〈美術〉
- 美術プロデューサー：吉田敬（第3回 - ）
- 美術デザイン：竹中健（第3回 - ）
- 美術コーディネーター：太田菜摘（第2回 - 、第1回は美術進行）
- タイトルデザイン：岸和弘
- CG：小山健一郎
- メイク：春山輝江（第3回 - ）
- 技術協力：IMAGICA Lab、フジアール、fmt
- 協力：服部栄養専門学校、ビープス、ビーオネスト（ビーオネスト→第3回 - ）
- 営業：古田誠・高妻蔵馬・胡智亜希・初瀬史文（共にABCテレビ、高妻→第4回）、奈木れい・髙山雄次郎（共に吉本興業、奈木→第3回 - ）
- 編成：田上英幸・森裕喜・森川亜紀・佐々木聰子・國友千愛・荒川美幸（共にABCテレビ、森川→第2回 - 、田上・佐々木→第3回 - 、森・國友・荒川→第4回）
- 番組宣伝：高橋寿英・竹内一平・石野魁盛（共にABCテレビ、高橋・竹内→第2回 - 、第1回は宣伝、石野→第4回）、村上覚・平岡伴基・岡本麻有（共に吉本興業、平岡・岡本→第2回 - 、村上→第1回は宣伝）
- マーケティング（第4回）：釣谷恒平・吉澤はるね（共にABCテレビ、第4回、釣谷→第3回は番組宣伝）
- CB・デジタル（第4回）：濱名紘輔、阿部祥拡、森谷真実（第4回、第3回はコンテンツビジネス、阿部・森谷→第4回、第3回はデジタル）
- 番組デスク：岡由子（ABCテレビ）
- AP（第4回）：髙蜂あい（第4回）
- トロフィーデザイン：小林沙奈美
- ブレーン：樋口直哉（第1・2・4回）
- フードコーディネーター：兀下優子
- AD：菅原惇史、松田原大輝、久保井楽、藤平雅、青山桜良、佐藤千咲、倉島亜実、渡邊裕香、境尚哉、中家なつ、村井彩夏（松田原・久保井→第2回 - 、菅原・藤平・青山・佐藤→第3回 - 、倉島・渡邊・境・中家・村井→第4回）
- ディレクター：吉川修（スタッフラビ）、小木曽克典、中野良（ABCテレビ）、西野拓・二宮啓・山田翔太（共にスタッフラビ）、岡田康行、櫻田直樹（ノンプロダクション）、積拓矢・山口勇大（共にABCテレビ）（吉川・山田・中野・岡田・積→第3回 - 、山田→第1・2回はAD、中野→第1・2回は協力ディレクター、二宮・山口→第4回、西野→第1-3回は拓也名義、櫻田→第1-3回は直輝名義）
- 演出：藤代賢二（スマイトピクチャーズ）、内堀知人（ユーコム）、前田健太（ABCテレビ、第4回）
- 総合監修：小松純也（スチールヘッド）
- 総合演出：田中経一（ホームラン製作所）
- プロデューサー：矢野政臣・芝聡・大橋洋平・森田純平・里森公彦・藤沢ひかり（共にABCテレビ、大橋→第2回 - 、里森→第3回 - 、第1回は協力ディレクター、第2回はディレクター、森田・藤沢→第4回、森田→第2,3回は演出、藤沢→第3回はディレクター）、田井中皓介・西山挟三予（共に吉本興業、西山→第4回）、緒方夏子（スタッフラビ）、中村由紀（第3回 - ）
- チーフプロデューサー：近藤真広（ABCテレビ）、神夏磯秀（吉本興業）
- 制作協力：スタッフラビ
- 制作：ABCテレビ[11]、吉本興業

### 過去のスタッフ
- ナレーター：大塚芳忠（第1・2回）
- 構成：辻健一、平岡達哉（共に第1回）、内田ワクワク（第1-3回）
- VE：皆本翔太（第1回）、高山昌樹（第3回）
- PA：溝口賢蔵（第1回）
- クレーン：篠崎翔（第1回）
- デリバリー中継：國本航平（第1回）
- 編集：柳元利秋（第1回）、町田莉果子（第2・3回）
- MA：茂木遼介（第1回）
- 音響効果：古川恵未（第1-3回）
- 美術プロデューサー・デザイン：坪田幸之（第1・2回）
- 大道具製作：岩崎隆史（第1・2回）
- 大道具操作：桜井和則（第1・2回）
- 装飾：菊地誠（第1・2回）
- アクリル装飾：相田雄一（第1・2回）
- 視覚効果：菅谷守（第1・2回）
- 電飾：森智（第1回）、中尾学（第2回）
- 特殊装置：日下信二（第1回）、石井俊一（第2回）
- 生花装飾：野村ミレーナ（第1回）
- アートフレーム：髙木慶一（第1回）
- モニター：大高貢（第1回）
- メイク：吉田みわ（第2回、第1回はヘアメイク）
- 技術協力：砧スタジオ（第1-3回）、株式会社クラフト（第3回、第1回は協力）
- エリア予選・撮影協力：服部栄養専門学校、札幌ベルエポック製菓調理専門学校、ニチエイ調理専門学校、大阪調理製菓専門学校 ecole UMEDA、広島酔心調理製菓専門学校、中村調理製菓専門学校（共に第1回）
- 協力：LIEBHERR、BALMUDA、TAISHI、株式会社メルタ、株式会社メイクワン（共に第1回）、株式会社デジアサ、ABCフロンティア、ホシザキ、M.STYLE（共に第1・2回）、タケイファーム、LOGOS、旭化成ホームプロダクツ、Panasonic、tanico（共に第2回）
- 決勝・撮影協力：SYMPHONY TOKYO BAY CRUISE（第1回）
- システム：堅田一夫、伴拓也（共に第1回）
- コンテンツビジネス（第2,3回）：塩崎拓、中山裕、佐々木匡哉（共に第2回、塩崎・中山→第1回はデジタル）、春名雄児（第2,3回）、松田尚之（第3回）
- デジタル：石黒未希、金谷理恵（共に第2回、第1回はサイト）、浅田晃（第3回）
- 編成：飯田新・森和樹・阪本美鈴・鈴鹿相哉（共にABCテレビ、鈴鹿→第1-3回、飯田→第1回、森・阪本→第2回）
- 宣伝：井上勤（ABCテレビ）、角田芙希子・春口沙織・玉巻靖久（共に吉本興業）（井上・角田・春口・玉巻→第1回）
- 番組宣伝：森田玲奈（ABCテレビ、第2回）
- 営業：武田行剛（ABCテレビ）、田嶋康次郎（ABCテレビ、武田→第1回、田嶋→第3回、第1・2回はプロデューサー）、熊倉悠太（第1回）、徳武大志・秋山大地・山地克明（共に吉本興業、徳武・秋山→第2回、山地→第3回）
- フードコーディネーター：尾身奈美枝（第1・2回）、渋澤雪絵、井出修子、周夏麗（共に第1回）
- コックコートデザイン：江島モモ（第2回、第1回はコックコート）
- AP：山脇瞳（第1回）、折原彩音（第2回）
- 番組デスク：中村美恵（ABCテレビ、第1回）
- AD：石田飛佳、三原有優、佐野由加里、平井耕太、大崎武雄（共に第1回）、竹澤美波、藤枝伶奈、中島早奈恵、松田実歩（共に第1・2回）、鈴木裕貴、土山日菜子、本木下捺、佐々木杏、浅井麻那、伊東ひなこ（共に第2回）、伊藤凪紗、京良樹、章凌琳（共に第3回）
- 協力ディレクター：多田美保・荒井勇輔（共にスタッフラビ）、峠奈緒、神田洋昭、松尾宗之（Orange.）（多田・荒井・峠・神田・松尾→第1回）
- ディレクター：杉浦智（ノンプロダクション、第1回）、三好良太（フォーミュレーションI.T.S、第1・2回）、上原伸（スタッフラビ）、三宮浩嗣（上原・三宮→第2回、上原→第1回は協力ディレクター）、西田賢（スタッフラビ、第3回、第1・2回は演出）、喜多治揮（ABCテレビ、第3回）
- プロデューサー：福田篤（ABCテレビ、第1回）、三田秀平（ABCテレビ、第2,3回）、四戸美穂（第3回）

## 撮影中の事故
- 2023年5月14日13時18分頃、「CHEF-1  グランプリ 2023」準決勝を収録中の東京都内のスタジオで、出場者の30代の男性シェフが高さ2メートルのセットから転落し、腰付近の骨を折る重傷を負う事故が発生した。結果発表の際には、敗退した出場者が立つ床が下に沈み込む演出をとっていて、この男性シェフは勝ち残ったがセットから移動する際、床の沈んだ部分（120センチ×90センチ）に誤って転落し腰を強打。救急搬送され、第12胸椎破裂骨折との診断を受けて入院した。この日は朝から収録をしており、事故後は床が沈む演出を取りやめたが、撮影は続けたという[12][13]。しかし、決勝の収録を見合わせており、今回の件について2023年7月の朝日放送テレビの社長定例会見の席上で入院した準決勝を突破した30代の男性シェフが決勝戦ロケへの出場辞退をせず、「リハビリを完治して決勝戦に挑戦したい」の意志が強いため、リハビリの完治が終わるまで収録を見合わせていると発言した。そのため、第3回（当初は2023年6月下旬に各地区ブロックの代表者決定特番、同年7月中に準決勝・決勝の模様を放送予定の特番）の放送は療養・完治次第収録を再開する予定で放送はそれ以降まで延期された[14]。その結果3か月放送を見送り、同年10月に放送された。放送に当たっては朝日放送テレビの定例会見の席上で「無事放送にこぎつけられて感謝します。」と番組に関わったスタッフや出演者へ労いをしたコメントを送っていた。

## 第4回放送について
- 第3回の反省を踏まえて第4回の放送準備を進めていったが、年明け早々石川県で大きな地震が発生し、一部地域の予選ロケ収録が遅れるなど影響があった。
- その後遅れていた地域の地区予選ロケも含めて順次消化して、地区代表戦（TVerやABEMAで配信済）までは地上波では放送せず、準決勝の直前番宣特番からテレビ放送を行った。しかし、準決勝直前番宣特番は系列局の都合上放送できる枠の確保ができず見送られた地域も存在した[15]。準決勝は2024年7月12日の通常「金曜ナイトドラマ」枠（制作局である朝日放送テレビのエリアは「探偵!ナイトスクープ」を放送している23:17 - 翌0:17）にて、決勝は同年7月14日の18:30-20:30にて放送されたが、視聴率は第3回に続き苦戦した[16][17][18]。
- 今回は新たな審査員に上沼恵美子とGACKTを投入してより庶民の立場として料理の審査を行うなど審査方法を見直すなど行った[19][20]。
- この件で放送後に朝日放送テレビ社長および朝日放送ホールディングス会長の定例会見が行われたが、芸能スポーツ新聞の記事になる内容ではなく、触れていなかった[21]。

## 第5回放送について
- 第4回放送の反省を踏まえて第5回の放送準備を進めているが、2025年は「大阪・関西万博」の関連番組を放送している関係で、未だ開催の発表等の目処は立っていない。理由としてもう一つあるのは「参議院選挙」の日程上の都合も重なると見られる。
- 一方前年度、制作局の朝日放送テレビで準決勝前の番宣特番と重複した「ABCお笑いグランプリ2025」決勝は3週間前倒しの2025年6月29日（日）14:30 - 17:25に生放送された[22]。
- 2025年7月23日に行われた朝日放送テレビの定例記者会見でもこの番組の事は話題すら触れていなかった。[23][24][25]